# 1994 na música

## Eventos
- A série feita para a televisão do The Beatles Anthology foi produzida pela Apple Corps e pela Televisão Granada. Os integrantes sobreviventes dos Beatles, Paul McCartney, George Harrison e Ringo Starr, se reuniram a partir de 1994 para gravar entrevistas que foram juntadas a velhas entrevistas de John Lennon (morto em 1980) onde eles contaram a história do grupo. Várias imagens inéditas dos Beatles foram adicionadas ao documentário para ilustrar a história.
- Casamento entre o Rei do Pop Michael Jackson e a filha do Rei do Rock Lisa Marie Presley.
- Morte de Kurt Cobain fundador, vocalista e guitarrista da banda Nirvana.

## Obras e shows

### Álbuns
- 25 de janeiro - A banda grunge Alice in Chains lança o EP Jar of Flies, o primeiro EP a chegar à primeira posição na Billboard e único EP a ganhar essa distinção até o lançamento de Collision Course, da banda Linkin Park em parceria com Jay-Z, dez anos depois.
- 1 de Fevereiro - O Green Day lança o Dookie, disco que rendeu notoriedade mundial à banda californiana.
- 17 de fevereiro - A banda norueguesa de Black Metal Darkthrone lança seu álbum de maior sucesso Transilvanian Hunger
- 26 de Fevereiro - A cantora italiana Laura Pausini lança seu 2º álbum de estúdio intitulado Laura.
- 8 de março - A banda norte-americana Soundgarden lança seu 4º álbum, Superunknown que no ano seguinte arrebatou dois grammies.
- 8 de Março - John Frusciante lança Niandra Lades and Usually Just a T-Shirt, 1º álbum de sua carreira solo.
- 15 de março - A banda estadunidense Pantera lança seu sexto álbum, Far Beyond Driven.
- 28 de Março - A banda inglesa de rock progressivo Pink Floyd lança seu décimo quarto álbum de estúdio, The Division Bell
- 9 de Abril - A dupla sueca Roxette lança Crash! Boom! Bang!, seu quinto álbum de estúdio.
- Em abril, é lançado o álbum Live Through This, da banda Hole de Courtney Love.
- Em abril, é lançado o álbum Da Lama ao Caos, da banda Chico Science & Nação Zumbi.
- 25 de Abril - Lançamento do terceiro álbum da banda Blur,: o multipremiado Parklife.
- 10 de maio - A banda de rock alternativo Weezer lança seu álbum de estreia: Weezer, conhecido como Blue Album ou Álbum Azul.
- 12 de maio - A banda brasileira Raimundos lança o seu primeiro disco, Raimundos.
- 24 de maio
  - A banda de black metal norueguesa Mayhem lança seu primeiro álbum de sucesso, De Mysteriis Dom Sathanas.
  - A cantora Aaliyah lança seu álbum de estreia, Age Ain't Nothing But a Number.
- 3 de Junho - Após sua saída do Iron Maiden, Bruce Dickinson lança seu segundo álbum em sua carreira solo, o Balls to Picasso.
- 19 de Julho - A banda estadunidense de heavy metal Marilyn Manson lança seu primeiro álbum de estúdio intitulado "Portrait of an American Family".
- 28 de Agosto - A dupla Sandy & Junior lança seu quarto álbum de estúdio, Pra Dançar com Você.
- 30 de Agosto - Lançamento do novo álbum de Peter Gabriel, "Secret World Live".
- 30 de Agosto - Lançamento de Definitely Maybe, disco de estreia do grupo inglês Oasis.
- 24 de outubro - A banda Korn lança seu primeiro álbum que vem dar origem ao estilo nu metal
- 25 de Outubro - A cantora Madonna lança o álbum Bedtime Stories e, em Dezembro, coloca a canção Take a Bow em primeiro no Hot 100 da Billboard por nove semanas. O álbum mostra o amadurecimento da cantora e sua volta após o escândalo do álbum Erotica.
- 1 de novembro - O Megadeth lança o Youthanasia, o sexto álbum da banda, com destaque para a música À Tout le Monde, um dos grandes sucessos da banda.
- 13 de dezembro - O grupo mexicano Maná edita seu primeiro álbum ao vivo com gravações nos Estados Unidos, Argentina, Chile e Espanha nos meses de agosto e setembro.
- O grupo de pagode Exaltasamba lança o seu segundo disco, Encanto. O primeiro com o vocalista Chrigor.
- O grupo de pagode Katinguelê lança o seu segundo disco, Meu Recado.
- O grupo de pagode Negritude Júnior lança o seu terceiro disco, Deixa Acontecer.
- A cantora Patricia Marx lança seu quinto álbum de estúdio, Ficar com Você. Após 3 anos afastada da mídia, a cantora retorna com um visual totalmente diferente, e passa a usar o nome artístico "Marx".

### Singles
- 8 de abril - Aaliyah lança seu single de estreia, "Back & Forth".

### Shows
- 13 de Janeiro - 15º aniversário dos Xutos & Pontapés, no Coliseu do Porto.
- 1 de março - Último show da banda Nirvana, em Munique.
- 7 de Maio - Phil Collins atua no Estádio de Alvalade, em Lisboa.
- 28 de Maio - Grande concerto de Luís Represas no Campo Pequeno, em Lisboa.
- 4 de Junho - Grande Noite do Fado 1994 no Coliseu dos Recreios, em Lisboa.
- 16 de Julho - concerto de Pedro Abrunhosa e os Bandemónio em Oliveira de Azeméis.
- 22 de Julho - Em dois dias consecutivos, os Pink Floyd atuam no Estádio de Alvalade, em Lisboa.
- 12, 13 e 14 de agosto - Festival de música Woodstock 94' com a participação de grandes bandas como Green Day, Red Hot Chili Peppers, Aerosmith e Metallica
- 2 de Setembro - O tenor espanhol, Plácido Domingo, atua no Estádio do Restelo, em Lisboa.
- 16, 17 e 18 de setembro - segunda e última edição do festival Juntatribo, em Campinas, no Brasil.
- Alguns concertos a destacar nos Coliseus de Lisboa e Porto: Valdemar Bastos, Bryan Ferry, David Byrne, Jovanotti.

## Artistas e grupos
- Formação da banda Muse.
- Formação da banda Rammstein.
- Formação da banda Limp Bizkit.
- Formação da banda The Gift.
- Formação da banda Mamonas Assassinas a partir da mudança de perfil da então banda Utopia.
- Fim da banda Jellyfish.
- Fim da banda Nirvana.

## Prêmios e vendas
- 10 de Março - Sara Tavares vence o Festival RTP da Canção.
- 30 de Abril - A República da Irlanda vence o Concurso Eurovisão da Canção, em Dublin.

## Nascimentos
| Data            | Nome               | Profissão                                                   | Nacionalidade  | Observações | Ref |
| --------------- | ------------------ | ----------------------------------------------------------- | -------------- | ----------- | --- |
| 14 de janeiro   | Kai                | cantor, rapper, ator e dançarino, integrante do grupo EXO   | Coreia do Sul  |             |     |
| 15 de janeiro   | Myke Towers        | rapper e compositor                                         | Porto Rico     |             |     |
| 28 de janeiro   | Maluma             | cantor e compositor                                         | Colômbia       |             |     |
| 1 de fevereiro  | Harry Styles       | cantor                                                      | Reino Unido    |             |     |
| 8 de fevereiro  | Nikki Yanofsky     | cantora                                                     | Canadá         |             |     |
| 10 de fevereiro | Seulgi             | cantora e dançarina, integrante do Red Velvet               | Coreia do Sul  |             |     |
| 12 de fevereiro | MC Bin Laden       | cantor                                                      | Brasil         |             |     |
| 16 de fevereiro | Ava Max            | cantora                                                     | Estados Unidos |             |     |
| 18 de fevereiro | Tati Zaqui         | cantora                                                     | Brasil         |             |     |
| 18 de fevereiro | J-Hope             | rapper, produtor, compositor e dançarino, integrante do BTS | Coreia do Sul  |             |     |
| 18 de fevereiro | Ana Guerra         | cantora                                                     | Espanha        |             |     |
| 19 de fevereiro | Gabriel Elias      | cantor                                                      | Brasil         |             |     |
| 21 de fevereiro | Wendy              | cantora, integrante do Red Velvet                           | Coreia do Sul  |             |     |
| 23 de fevereiro | Little Simz        | cantora e rapper                                            | Reino Unido    |             |     |
| 25 de fevereiro | MC Lan             | cantor                                                      | Brasil         |             |     |
| 1 de Março      | Justin Bieber      | cantor                                                      | Canadá         |             |     |
| 3 de Março      | DJ Guuga           | cantor                                                      | Brasil         |             |     |
| 10 de Março     | Bad Bunny          | cantor                                                      | Porto Rico     |             |     |
| 13 de Março     | Gabriela Rocha     | cantora                                                     | Brasil         |             |     |
| 16 de Março     | Camilo             | cantor                                                      | Colômbia       |             |     |
| 21 de Março     | Maria Laura        | cantora, compositora e instrumentista                       | Brasil         |             |     |
| 28 de Março     | Jackson Wang       | rapper e cantor                                             | Hong Kong      |             |     |
| 29 de Março     | Sulli              | cantora e atriz                                             | Coreia do Sul  | m. 2019     |     |
| 30 de Março     | L7nnon             | rapper e compositor                                         | Brasil         |             |     |
| 4 de abril      | Ayase              | produtor e compositor, integrante do YOASOBI                | Japão          |             |     |
| 12 de abril     | Sehun              | rapper, compositor e dançarino, integrante do grupo EXO     | Coreia do Sul  |             |     |
| 25 de abril     | Sam Fender         | cantor, compositor e guitarrista                            | Reino Unido    |             |     |
| 8 de maio       | Urias              | cantora                                                     | Brasil         |             |     |
| 24 de maio      | Dimash Kudaibergen | cantor, compositor e instrumentista                         | Cazaquistão    |             |     |
| 4 de junho      | Djonga             | rapper e compositor                                         | Brasil         |             |     |
| 15 de junho     | Nevena Božović     | cantora                                                     | Sérvia         |             |     |
| 24 de junho     | Julyana Lee        | cantora                                                     | Brasil         |             |     |
| 2 de julho      | Gabriela Melim     | cantora                                                     | Brasil         |             |     |
| 6 de Julho      | Jerry Smith        | cantor e compositor                                         | Brasil         |             |     |
| 15 de Julho     | DJ Rennan da Penha | DJ e produtor músical                                       | Brasil         |             |     |
| 17 de Julho     | Kali Uchis         | cantora e compositora                                       | Estados Unidos |             |     |
| 27 de Julho     | Y2K                | rapper e produtor músical                                   | Estados Unidos |             |     |
| 31 de Julho     | Lil Uzi Vert       | rapper e compositor                                         | Estados Unidos |             |     |
| 2 de Agosto     | Jacob Collier      | músico                                                      | Reino Unido    |             |     |
| 8 de Agosto     | Lauv               | cantor e compositor                                         | Estados Unidos |             |     |
| 17 de Agosto    | Phoebe Bridgers    | cantora, compositora, produtora e guitarrista               | Estados Unidos |             |     |
| 18 de Agosto    | Vitor Kley         | cantor e compositor                                         | Brasil         |             |     |
| 30 de agosto    | MC Fioti           | cantor                                                      | Brasil         |             |     |
| 4 de Setembro   | Kevi Jonny         | cantor e compositor                                         | Brasil         |             |     |
| 12 de Setembro  | RM                 | rapper, produtor e compositor, integrante do BTS            | Coreia do Sul  |             |     |
| 23 de Setembro  | Zolita             | cantora                                                     | Estados Unidos |             |     |
| 24 de Setembro  | Jonas Esticado     | cantor e compositor                                         | Brasil         |             |     |
| 29 de Setembro  | Halsey             | cantora e compositora                                       | Estados Unidos |             |     |
| 5 de Outubro    | Ana Caetano        | cantora e compositora, integrante do Anavitória             | Brasil         |             |     |
| 6 de Outubro    | Joohoney           | rapper, compositor, produtor e instrumentista               | Coreia do Sul  |             |     |
| 15 de Outubro   | Sebastián Yatra    | cantor e compositor                                         | Colômbia       |             |     |
| 17 de Outubro   | Pocah              | cantora e compositora                                       | Brasil         |             |     |
| 19 de Outubro   | Flay               | cantora e compositora                                       | Brasil         |             |     |
| 24 de Outubro   | Krystal Jung       | cantora e atriz                                             | Estados Unidos |             |     |
| 28 de Outubro   | MC Kelvinho        | cantor                                                      | Brasil         |             |     |
| 2 de Novembro   | K-391              | DJ e produtor músical                                       | Noruega        |             |     |
| 3 de novembro   | Jão                | cantor e compositor                                         | Brasil         |             |     |
| 3 de novembro   | Ella Mai           | cantora                                                     | Reino Unido    |             |     |
| 7 de Novembro   | Shamir             | cantor                                                      | Estados Unidos |             |     |
| 11 de Novembro  | MC Livinho         | cantor                                                      | Brasil         |             |     |
| 12 de Novembro  | Kaleen             | cantora                                                     | Áustria        |             |     |
| 29 de Novembro  | Carolina Oliveira  | atriz                                                       | Brasil         |             |     |
| 3 de dezembro   | Lil Baby           | rapper                                                      | Estados Unidos |             |     |
| 17 de dezembro  | Nat Wolff          | cantor                                                      | Estados Unidos |             |     |
| 31 de Dezembro  | Thomas Batuello    | ator e músico                                               | Estados Unidos |             |     |

## Mortes
| Data           | Nome                 | Profissão                           | Nacionalidade  | Observações | Ref |
| -------------- | -------------------- | ----------------------------------- | -------------- | ----------- | --- |
| 8 de Janeiro   | Angelo Russo Reale   | sanfoneiro e compositor             | Brasil         | n. 1903     |     |
| 15 de Janeiro  | Harry Nilsson        | cantor                              | Estados Unidos | n. 1941     |     |
| 5 de Abril     | Kurt Cobain          | vocalista, guitarrista e compositor | Estados Unidos | n. 1967     |     |
| 15 de Maio     | Sérgio Sampaio       | cantor e compositor                 | Brasil         | n. 1947     |     |
| 14 de Junho    | Henry Mancini        | compositor                          | Estados Unidos | n. 1924     |     |
| 16 de Junho    | Kristen Pfaff        | baixista                            | Estados Unidos | n. 1967     |     |
| 2 de Julho     | Miriam Batucada      | cantora                             | Brasil         | n. 1945     |     |
| 29 de Julho    | Mussum               | comediante e músico                 | Brasil         | n. 1941     |     |
| 30 de Outubro  | Evandro do Bandolim  | músico                              | Brasil         | n. 1932     |     |
| 18 de novembro | Ronaldo Bôscoli      | produtor musical                    | Brasil         | n. 1928     |     |
| 8 de Dezembro  | Antônio Carlos Jobim | músico                              | Brasil         | n. 1927     |     |